# والت لويد
والتر لويد معروف أكثر بوالت، هو شخصية خيالية من المسلسل الأمريكي لوست الذي تم عرضه على هيئة الإذاعة الأمريكية (بالإنجليزية: ABC)‏.وقام بتأدية الدور الممثل مالكولم ديفيد كيلي.
والت هو أحد ناجي الجزء الأوسط من تحطم أوشيانيك الرحلة 815 وهو ابن مايكل داوسون. كان يدعى من عدة أناس مختلفون بـ"المميز"، ويبدو بأنه يملك نوع من القدرات الخارقة. خطفه الآخرون لكن والده استرجعه بمبادلته بكل من جاك، كيت، سوير وهيرلي. منذ مغادرته الجزيرة،
أصبح والت مجافي لوالده ويعيش الآن مع جدته في نيويورك. وبعد عودة أوشيانيك 6 بشهر من عودة مايكل ووالت لم يزره أي أحد منهم خوفاً من إفشاء سرهم. بدلاً من ذلك، بعد ثلاثة سنوات، زار لوك والت تحت اسمه المستعار وتباعاً زار هيرلي ليسأله عن قصتهم الملفقة. أخبر لوك والت بأنه آخر ما سمعه عن والده بأنه كان على متن الناقلة بالقرب من الجزيرة. وهو لا يعرف بأن مايكل ميت.